# Plantilles de la Copa del Món de futbol de 1938
Plantilles oficials de les seleccions classificades per la fase final de la Copa del Món de Futbol 1938 de França. Els equips participants són (cliqueu sobre el país per accedir a la plantilla):
| Equips participants | Equips participants | Equips participants           | Equips participants |
| ------------------- | ------------------- | ----------------------------- | ------------------- |
| Itàlia              | Hongria             | Brasil                        | Suècia              |
| Txecoslovàquia      | Suïssa              | Cuba                          | França              |
| Romania             | Alemanya            | Polònia                       | Noruega             |
| Bèlgica             | Països Baixos       | Antilles Orientals Holandeses |                     |

## Itàlia
| #    | Posició        | Nom              | Naixement           | P. Sel.        | Club                   |
| ---- | -------------- | ---------------- | ------------------- | -------------- | ---------------------- |
| -    | Migcampista    | Michele Andreolo | 6 de setembre 1912  | -              | Bologna F.C. 1909      |
| -    | Davanter       | Sergio Bertoni   | 23 de setembre 1915 | -              | Pisa Calcio            |
| -    | Davanter       | Amedeo Biavati   | 4 d'abril 1915      | -              | Bologna F.C. 1909      |
| -    | Porter         | Carlo Ceresoli   | 14 de maig 1910     | -              | Bologna F.C. 1909      |
| -    | Migcampista    | Bruno Chizzo     | 19 d'abril 1916     | -              | USC Triestina          |
| -    | Davanter       | Gino Colaussi    | 4 de març 1914      | -              | USC Triestina          |
| -    | Migcampista    | Aldo Donati      | 29 de setembre 1910 | -              | A.S. Roma              |
| -    | Davanter       | Giovanni Ferrari | 6 de desembre 1907  | -              | Ambrosiana-Inter       |
| -    | Davanter       | Pietro Ferraris  | 15 de febrer 1912   | -              | Ambrosiana-Inter       |
| -    | Defensa        | Alfredo Foni     | 20 de novembre 1911 | -              | Juventus F.C.          |
| -    | Migcampista    | Mario Genta      | 1 de març 1912      | -              | Genoa C.F.C.           |
| -    | Migcampista    | Ugo Locatelli    | 5 de febrer 1916    | -              | Ambrosiana-Inter       |
| -    | Porter         | Guido Masetti    | 22 de novembre 1907 | -              | A.S. Roma              |
| -    | Migcampista    | Giuseppe Meazza  | 23 d'agost 1910     | -              | Ambrosiana-Inter       |
| -    | Defensa        | Eraldo Monzeglio | 5 de juny 1906      | -              | A.S. Roma              |
| -    | Porter         | Aldo Olivieri    | 2 d'octubre 1910    | -              | A.S. Lucchese-Libertas |
| -    | Migcampista    | Renato Olmi      | 12 de juliol 1914   | -              | Ambrosiana-Inter       |
| -    | Davanter       | Pietro Pasinati  | 21 de juliol 1910   | -              | USC Triestina          |
| -    | Migcampista    | Mario Perazzolo  | 7 de juny 1911      | -              | Genoa C.F.C.           |
| -    | Davanter       | Silvio Piola     | 29 de setembre 1913 | -              | S.S. Lazio             |
| -    | Defensa        | Pietro Rava      | 21 de gener 1916    | -              | Juventus F.C.          |
| -    | Migcampista    | Pietro Serantoni | 11 de desembre 1906 | -              | A.S. Roma              |
| Ent. | Vittorio Pozzo | Vittorio Pozzo   | Vittorio Pozzo      | Vittorio Pozzo | Vittorio Pozzo         |

## Hongria
| #    | Posició                        | Nom                            | Naixement                      | P. Sel.                        | Club                           |
| ---- | ------------------------------ | ------------------------------ | ------------------------------ | ------------------------------ | ------------------------------ |
| -    | Migcampista                    | István Balogh                  | 21 de setembre 1912            | -                              | Újpesti TE                     |
| -    | Davanter                       | Dániel Bíró                    | 20 de juliol 1914              | -                              | Ferencvárosi TC                |
| -    | Defensa                        | Sándor Bíró                    | 19 d'agost 1911                | -                              | MTK Hungária FC                |
| -    | Davanter                       | László Cseh                    | 4 d'abril 1910                 | -                              | MTK Hungária FC                |
| -    | Migcampista                    | János Dudás                    | 13 de febrer 1911              | -                              | MTK Hungária FC                |
| -    | Porter                         | József Háda                    | 2 de març 1911                 | -                              | Ferencvárosi TC                |
| -    | Davanter                       | Vilmos Kohut                   | 17 de juliol 1906              | -                              | Olympique Marseille            |
| -    | Defensa                        | Lajos Korányi                  | 15 de maig 1907                | -                              | Ferencvárosi TC                |
| -    | Migcampista                    | Gyula Lázár                    | 24 de gener 1911               | -                              | Ferencvárosi TC                |
| -    | Porter                         | József Pálinkás                | 10 de març 1912                | -                              | Szeged FC                      |
| -    | Migcampista                    | Gyula Polgár                   | 8 de febrer 1912               | -                              | Ferencvárosi TC                |
| -    | Migcampista                    | Béla Sárosi                    | 15 de maig 1919 (              | -                              | Ferencvárosi TC                |
| -    | Davanter                       | György Sárosi                  | 15 de setembre 1912            | -                              | Ferencvárosi TC                |
| -    | Davanter                       | Ferenc Sas                     | 15 de març 1915                | -                              | MTK Hungária FC                |
| -    | Porter                         | Antal Szabó                    | 9 d'abril 1910                 | -                              | MTK Hungária FC                |
| -    | Migcampista                    | Antal Szalay                   | 12 de març 1912                | -                              | Újpesti TE                     |
| -    | Migcampista                    | György Szűcs                   | 23 d'abril 1912                | -                              | Újpesti TE                     |
| -    | Davanter                       | Pál Titkos                     | 8 de gener 1908                | -                              | MTK Hungária FC                |
| -    | Davanter                       | Géza Toldi                     | 11 de febrer 1909              | -                              | Ferencvárosi TC                |
| -    | Migcampista                    | József Turay                   | 1 de març 1905                 | -                              | MTK Hungária FC                |
| -    | Davanter                       | Jenő Vincze                    | 20 de novembre 1908            | -                              | Újpesti TE                     |
| -    | Davanter                       | Gyula Zsengellér               | 27 de desembre 1915            | -                              | Újpesti TE                     |
| Ent. | Károly Dietz i Alfréd Schaffer | Károly Dietz i Alfréd Schaffer | Károly Dietz i Alfréd Schaffer | Károly Dietz i Alfréd Schaffer | Károly Dietz i Alfréd Schaffer |

## Brasil
| #    | Posició         | Nom              | Naixement           | P. Sel.         | Club                |
| ---- | --------------- | ---------------- | ------------------- | --------------- | ------------------- |
| -    | Migcampista     | Afonsinho        | 8 de març, 1914     | -               | São Cristóvão       |
| -    | Migcampista     | Argemiro         | 3 de juny 1915      | -               | Portuguesa Santista |
| -    | Porter          | Batatais         | 20 de maig 1910     | -               | Fluminense          |
| -    | Migcampista     | Brandão          | 1 de gener 1910     | -               | Corinthians         |
| -    | Migcampista     | Britto           | 6 de maig 1914      | -               | América Mineiro     |
| -    | Defensa         | Domingos da Guia | 19 de novembre 1912 | -               | Flamengo            |
| -    | Davanter        | Hércules         | 2 de juliol 1912    | -               | Fluminense          |
| -    | Defensa         | Jaú              | 17 de desembre 1909 | -               | Corinthians         |
| -    | Davanter        | Leônidas         | 9 de juny 1913      | -               | Flamengo            |
| -    | Davanter        | Lopes            | 1 de novembre 1910  | -               | Corinthians         |
| -    | Davanter        | Luizinho         | 29 de març 1911     | -               | SS Palestra Italia  |
| -    | Defensa         | Machado          | 1 de gener 1909     | -               | Fluminense          |
| -    | Migcampista     | Martim           | 21 d'abril 1911     | -               | Botafogo            |
| -    | Defensa         | Nariz            | 8 de desembre 1912  | -               | Botafogo            |
| -    | Davanter        | Niginho          | 12 de febrer 1912   | -               | Vasco da Gama       |
| -    | Davanter        | Patesko          | 12 de novembre 1910 | -               | Botafogo            |
| -    | Davanter        | Perácio          | 2 de novembre 1917  | -               | Botafogo            |
| -    | Davanter        | Roberto          | 20 de juny 1912     | -               | São Cristóvão       |
| -    | Davanter        | Romeu            | 26 de març 1911     | -               | Fluminense          |
| -    | Davanter        | Tim              | 20 de febrer 1915   | -               | Fluminense          |
| -    | Porter          | Walter           | 17 de juliol 1912   | -               | Flamengo            |
| -    | Migcampista     | Zezé Procópio    | 12 d'agost 1913     | -               | Botafogo            |
| Ent. | Adhemar Pimenta | Adhemar Pimenta  | Adhemar Pimenta     | Adhemar Pimenta | Adhemar Pimenta     |

## Suècia
| #    | Posició     | Nom                | Naixement           | P. Sel.    | Club                   |
| ---- | ----------- | ------------------ | ------------------- | ---------- | ---------------------- |
| -    | Porter      | Henock Abrahamsson | 29 d'octubre 1909   | -          | BK Gårda               |
| -    | Migcampista | Erik Almgren       | 28 de gener 1908    | -          | AIK Stockholm          |
| -    | Davanter    | Åke Andersson      | 22 d'abril 1917     | -          | GAIS Göteborg          |
| -    | Davanter    | Harry Andersson    | 7 de març 1913      | -          | IK Sleipner Norrköping |
| -    | Porter      | Sven Bergqvist     | 20 d'agost 1914     | -          | Hammarby IF            |
| -    | Davanter    | Curt Bergsten      |                     | -          | Landskrona BoIS        |
| -    | Defensa     | Ivar Eriksson      |                     | -          | Sandvikens IF          |
| -    | Migcampista | Karl-Erik Grahn    | 5 de novembre 1914  | -          | IF Elfsborg            |
| -    | Davanter    | Knut Hansson       | 9 de maig 1911      | -          | Landskrona BoIS        |
| -    | Migcampista | Sven Jacobsson     | 17 d'abril 1914     | -          | GAIS Göteborg          |
| -    | Davanter    | Sven Jonasson      | 9 de juliol 1909    | -          | IF Elfsborg Borås      |
| -    | Defensa     | Olle Källgren      | 7 de setembre 1907  | -          | Sandvikens IF          |
| -    | Davanter    | Einar Karlsson     |                     | -          | BK Gårda               |
| -    | Davanter    | Tore Keller        | 4 de gener 1905     | -          | IK Sleipner Norrköping |
| -    | Migcampista | Folke Lind         |                     | -          | GAIS Göteborg          |
| -    | Migcampista | Arne Linderholm    |                     | -          | IK Sleipner Norrköping |
| -    | Defensa     | Erik Nilsson       | 6 d'agost 1916      | -          | Malmö FF               |
| -    | Davanter    | Arne Nyberg        | 20 de juny 1913     | -          | IFK Göteborg           |
| -    | Davanter    | Erik Persson       | 19 de novembre 1909 | -          | AIK Stockholm          |
| -    | Porter      | Gustav Sjöberg     | 23 de març 1913     | -          | AIK Solna              |
| -    | Migcampista | Kurt Svanström     | 24 de març 1915     | -          | Örgryte IS             |
| -    | Davanter    | Gustav Wetterström | 15 d'octubre 1911   | -          | IK Sleipner Norrköping |
| Ent. | Josef Nagy  | Josef Nagy         | Josef Nagy          | Josef Nagy | Josef Nagy             |

## Txecoslovàquia
| #    | Posició        | Nom                | Naixement           | P. Sel.        | Club                 |
| ---- | -------------- | ------------------ | ------------------- | -------------- | -------------------- |
| -    | Migcampista    | Jaroslav Bouček    | 13 de novembre 1912 | -              | AC Sparta Praha      |
| -    | Davanter       | Vojtěch Bradáč     | 6 d'octubre 1913    | -              | Slavia Praha         |
| -    | Defensa        | Jaroslav Burgr     | 7 de març 1906      | -              | AC Sparta Praha      |
| -    | Porter         | Karel Burkert      | 1 de desembre 1909  | -              | SK Židenice          |
| -    | Defensa        | Karel Černý        |                     | -              | Slavia Praha         |
| -    | Defensa        | Ferdinand Daučík   | 30 de maig 1910     | -              | Slavia Praha         |
| -    | Davanter       | Václav Horák       | 27 de setembre 1912 | -              | Slavia Praha         |
| -    | Migcampista    | Karel Kolský       | 21 de setembre 1914 | -              | AC Sparta Praha      |
| -    | Migcampista    | Vlastimil Kopecký  | 14 d'octubre 1912   | -              | Slavia Praha         |
| -    | Migcampista    | Josef Košťálek     | 31 d'agost 1909     | -              | AC Sparta Praha      |
| -    | Davanter       | Arnošt Kreuz       | 14 de març 1910     | -              | SK Pardubice         |
| -    | Davanter       | Josef Ludl         | 3 de juny 1916      | -              | Viktoria Žižkov      |
| -    | Davanter       | Oldřich Nejedlý    | 26 de desembre 1909 | -              | AC Sparta Praha      |
| -    | Migcampista    | Otakar Nožíř       | 12 de març 1917     | -              | Slavia Praha         |
| -    | Defensa        | Josef Orth         |                     | -              | ŠK Slovan Bratislava |
| -    | Porter         | František Plánička | 2 de juny 1904      | -              | Slavia Praha         |
| -    | Davanter       | Antonín Puč        | 16 de maig 1907     | -              | Slavia Praha         |
| -    | Davanter       | Jan Říha           | 11 de novembre 1915 | -              | Sparta Praha         |
| -    | Davanter       | Oldřich Rulc       | 28 de març 1911     | -              | SK Židenice          |
| -    | Davanter       | Karel Senecký      | 17 de març 1919     | -              | AC Sparta Praha      |
| -    | Davanter       | Ladislav Šimůnek   | 4 d'octubre 1916    | -              | Slavia Praha         |
| -    | Davanter       | Josef Zeman        | 23 de gener 1915    | -              | Sparta Praha         |
| Ent. | Josef Meissner | Josef Meissner     | Josef Meissner      | Josef Meissner | Josef Meissner       |

## Suïssa
| #    | Posició     | Nom                 | Naixement           | P. Sel.     | Club                    |
| ---- | ----------- | ------------------- | ------------------- | ----------- | ----------------------- |
| -    | Davanter    | André Abegglen      | 7 de març 1909      | -           | FC Sochaux-Montbéliard  |
| -    | Davanter    | Georges Aeby        | 10 de setembre 1910 | -           | Servette FC             |
| -    | Davanter    | Paul Aeby           | 10 de setembre 1910 | -           | Young Boys Bern         |
| -    | Davanter    | Lauro Amado         | 14 de març 1912     | -           | FC Lugano               |
| -    | Porter      | Erwin Ballabio      | 20 d'octubre 1918   | -           | FC Grenchen             |
| -    | Davanter    | Alfred Bickel       | 2 de maig 1918      | -           | Grasshopper-Club Zürich |
| -    | Porter      | Renato Bizzozero    | 1900                | -           | Slavia Praha            |
| -    | Davanter    | Alessandro Frigerio | 15 de novembre 1914 | -           | Le Havre AC             |
| -    | Davanter    | Tullio Grassi       | 5 de febrer 1910    | -           | FC Lugano               |
| -    | Migcampista | Albert Guinchard    | 10 de novembre 1914 | -           | Servette FC             |
| -    | Porter      | Willy Huber         | 17 de desembre 1913 | -           | Grasshopper-Club Zürich |
| -    | Davanter    | Leopold Kielholz    | 9 de juny 1911      | -           | SC YF Juventus          |
| -    | Defensa     | August Lehmann      | 26 de gener 1909    | -           | Grasshopper-Club Zürich |
| -    | Migcampista | Ernst Lörtscher     | 15 de març 1913     | -           | Servette FC             |
| -    | Defensa     | Severino Minelli    | 6 de setembre 1909  | -           | Grasshopper-Club Zürich |
| -    | Migcampista | Oscar Rauch         |                     | -           | Grasshopper-Club Zürich |
| -    | Davanter    | Eugen Rupf          |                     | -           | Grasshopper-Club Zürich |
| -    | Migcampista | Hermann Springer    | 4 de desembre 1908  | -           | Grasshopper-Club Zürich |
| -    | Defensa     | Adolf Stelzer       | 1 de setembre 1908  | -           | Lausanne Sports         |
| -    | Migcampista | Sirio Vernati       | 12 de maig 1907     | -           | Grasshopper-Club Zürich |
| -    | Davanter    | Fritz Wagner        |                     | -           | Grasshopper-Club Zürich |
| -    | Davanter    | Eugen Wallaschek    | 20 de juny 1916     | -           | Servette FC             |
| Ent. | Karl Rappan | Karl Rappan         | Karl Rappan         | Karl Rappan | Karl Rappan             |

## Cuba
| #    | Posició     | Nom                    | Naixement           | P. Sel.    | Club               |
| ---- | ----------- | ---------------------- | ------------------- | ---------- | ------------------ |
| -    | Davanter    | Juan Alonzo            | 1911                | -          | Fortuna Havana     |
| -    | Migcampista | Joaquín Arias          | 12 de novembre 1914 | -          | Juventud Asturiana |
| -    | Porter      | Juan Ayra              | 1911                | -          | CD Centro Gallego  |
| -    | Defensa     | Jacinto Barquín        | 3 de setembre 1915  | -          | CD Puentes Grandes |
| -    | Migcampista | Pedro Bergés           | 1906                | -          | Iberia Havana      |
| -    | Porter      | Benito Carvajales      | 1913                | -          | Juventud Asturiana |
| -    | Defensa     | Manuel Chorens         | 22 de gener 1916    | -          | CD Centro Gallego  |
| -    | Davanter    | Tomás Fernández        | 1915                | -          | CD Centro Gallego  |
| -    | Davanter    | Pedro Ferrer           | 1908                | -          | Iberia Havana      |
| -    | Migcampista | Arturo Galcerán        |                     | -          | Juventud Asturiana |
| -    | Davanter    | José Magriñá           |                     | -          | CD Centro Gallego  |
| *    | Davanter    | Carlos Oliveira        |                     | -          | Hispano America    |
| -    | Migcampista | José Antonio Rodríguez |                     | -          | CD Centro Gallego  |
| -    | Davanter    | Héctor Socorro         | 26 de juny 1912     | -          | CD Puentes Grandes |
| -    | Davanter    | Mario Sosa             | 1910                | -          | Iberia Havana      |
| -    | Davanter    | Juan Tuñas             | 1913                | -          | Juventud Asturiana |
| Ent. | José Tapia  | José Tapia             | José Tapia          | José Tapia | José Tapia         |

## França
| #    | Posició        | Nom                   | Naixement           | P. Sel.        | Club                     |
| ---- | -------------- | --------------------- | ------------------- | -------------- | ------------------------ |
| -    | Davanter       | Alfred Aston          | 16 de maig 1912     | -              | RC Paris                 |
| -    | Migcampista    | Jean Bastien          | 21 de juny 1915     | -              | OC Marseille             |
| -    | Defensa        | Abdelkader Ben Bouali | 25 d'octubre 1912   | -              | OC Marseille             |
| -    | Migcampista    | François Bourbotte    | 24 de febrer 1913   | -              | SC Fives Lille           |
| -    | Davanter       | Michel Brusseaux      | 1913                | -              | FC Sète                  |
| -    | Defensa        | Hector Cazenave       | 1914                | -              | FC Sochaux               |
| -    | Davanter       | Roger Courtois        | 30 de maig 1912     | -              | FC Sochaux-Montbéliard\| |
| -    | Porter         | Julien Darui          | 16 de febrer 1916   | -              | Olympique Lillois        |
| -    | Davanter       | Edmond Delfour        | 1 de novembre 1907  | -              | RC Roubaix               |
| -    | Porter         | Laurent Di Lorto      | 1 de gener 1909     | -              | FC Sochaux               |
| -    | Migcampista    | Raoul Diagne          | 10 de novembre 1910 | -              | RC Paris                 |
| -    | Davanter       | Oscar Heisserer       | 18 de juliol 1918   | -              | RC Strasbourg            |
| -    | Migcampista    | Lucien Jasseron       | 29 de desembre 1913 | -              | FC Le Havre              |
| -    | Migcampista    | Auguste Jordan        | 21 de febrer 1909   | -              | RC Paris                 |
| -    | Davanter       | Ignace Kowalczyk      | 27 de desembre 1913 | -              | FC Metz                  |
| -    | Porter         | René Llense           | 14 de juliol 1913   | -              | FC Sète                  |
| -    | Defensa        | Étienne Mattler       | 25 de desembre 1905 | -              | FC Sochaux               |
| -    | Davanter       | Jean Nicolas          | 9 de juny 1913      | -              | FC Rouen                 |
| -    | Defensa        | César Povolny         |                     | -              | FC Le Havre              |
| -    | Defensa        | Jules Vandooren       | 30 de desembre 1908 | -              | Olympique Lillois        |
| -    | Davanter       | Émile Veinante        | 12 de juny 1907     | -              | RC Paris                 |
| -    | Davanter       | Mario Zatelli         | 21 de setembre 1912 | -              | Olympique Marseille      |
| Ent. | Gaston Barreau | Gaston Barreau        | Gaston Barreau      | Gaston Barreau | Gaston Barreau           |

## Romania
| #    | Posició                                | Nom                                    | Naixement                              | P. Sel.                                | Club                                   |
| ---- | -------------------------------------- | -------------------------------------- | -------------------------------------- | -------------------------------------- | -------------------------------------- |
| -    | Davanter                               | Iuliu Baratky                          | 14 de maig 1910                        | -                                      | Rapid Bucureşti                        |
| -    | Migcampista                            | Andrei Bărbulescu                      | 25 de març 1917                        | -                                      | Venus Bucureşti                        |
| -    | Davanter                               | Silviu Bindea                          | 24 d'octubre 1912                      | -                                      | Ripensia Timişoara                     |
| -    | Davanter                               | Iuliu Bodola                           | 26 de febrer 1912                      | -                                      | Venus Bucureşti                        |
| -    | Davanter                               | Ioan Bogdan                            | 6 de març 1915                         | -                                      | Rapid Bucureşti                        |
| -    | Migcampista                            | Gheorghe Brandabura                    | 23 de febrer 1913                      | -                                      | Juventus Bucuresti                     |
| -    | Davanter                               | Coloman Braun-Bogdan                   | 13 d'octubre 1905                      | -                                      | Juventus Bucureşti                     |
| -    | Defensa                                | Rudolf Bürger                          | 31 d'octubre 1908                      | -                                      | Ripensia Timişoara                     |
| -    | Defensa                                | Vasile Chiroiu                         | 13 d'agost 1910                        | -                                      | Ripensia Timişoara                     |
| -    | Migcampista                            | Vintilă Cossini                        | 21 de novembre 1913                    | -                                      | Rapid Bucureşti                        |
| -    | Porter                                 | Mircea David                           | 16 d'octubre 1914                      | -                                      | Venus Bucureşti                        |
| -    | Davanter                               | Ştefan Dobay                           | 26 de setembre 1909                    | -                                      | Ripensia Timişoara                     |
| -    | Defensa                                | Iacob Felecan                          | 1914                                   | -                                      | Victoria Cluj                          |
| -    | Davanter                               | Nicolae Kovacs                         | 29 d'octubre 1911                      | -                                      | CAO Oradea                             |
| -    | Davanter                               | Ioachim Moldoveanu                     | 17 d'agost 1913                        | -                                      | Rapid Bucureşti                        |
| -    | Davanter                               | Miklós Nagy                            | 1918                                   | -                                      | Crişana Oradea                         |
| -    | Porter                                 | Dumitru Pavlovici                      | 26 d'abril 1912                        | -                                      | Ripensia Timişoara                     |
| -    | Davanter                               | Gyula Prassler                         | 1916                                   | -                                      | AMEF Arad                              |
| -    | Migcampista                            | Gheorghe Rasinaru                      | 10 de febrer 1915                      | -                                      | Rapid Bucureşti                        |
| -    | Migcampista                            | László Raffinsky                       | 23 d'abril 1905                        | -                                      | Rapid Bucureşti                        |
| -    | Porter                                 | Róbert Szádowsky                       | 16 d'agost 1914                        | -                                      | AMEF Arad                              |
| -    | Defensa                                | Lazăr Sfera                            | 29 d'abril 1909                        | -                                      | Venus Bucureşti                        |
| Ent. | Alexandru Săvulescu i Costel Rădulescu | Alexandru Săvulescu i Costel Rădulescu | Alexandru Săvulescu i Costel Rădulescu | Alexandru Săvulescu i Costel Rădulescu | Alexandru Săvulescu i Costel Rădulescu |

## Alemanya
| #    | Posició        | Nom                 | Naixement           | P. Sel.        | Club                  |
| ---- | -------------- | ------------------- | ------------------- | -------------- | --------------------- |
| -    | Porter         | Fritz Buchloh       | 26 de novembre 1909 | -              | VfB Speldorf          |
| -    | Davanter       | Josef Gauchel       | 11 de setembre 1916 | -              | TuS Koblenz-Neuendorf |
| -    | Davanter       | Rudolf Gellesch     | 1 de maig 1914      | -              | FC Schalke 04         |
| -    | Migcampista    | Ludwig Goldbrunner  | 5 de març 1908      | -              | FC Bayern Munchen     |
| -    | Davanter       | Wilhelm Hahnemann   | 14 d'abril 1914     | -              | Admira Wien*          |
| -    | Porter         | Hans Jakob          | 16 de juny 1908     | -              | Jahn Regensburg       |
| -    | Defensa        | Paul Janes          | 10 de març 1912     | -              | Fortuna Düsseldorf    |
| -    | Migcampista    | Albin Kitzinger     | 1 de febrer 1912    | -              | 1. FC Schweinfurt 05  |
| -    | Migcampista    | Andreas Kupfer      | 7 de maig 1914      | -              | 1. FC Schweinfurt 05  |
| -    | Davanter       | Ernst Lehner        | 7 de novembre 1912  | -              | Schwaben Augsburg     |
| -    | Migcampista    | Hans Mock           | 9 de desembre 1906  | -              | Austria Wien*         |
| -    | Migcampista    | Reinhold Münzenberg | 25 de gener 1909    | -              | Alemannia Aachen      |
| -    | Davanter       | Leopold Neumer      | 8 de febrer 1919    | -              | Austria Wien*         |
| -    | Davanter       | Hans Pesser         | 7 de novembre 1911  | -              | Rapid Wien*           |
| -    | Porter         | Rudolf Raftl        | 7 de febrer 1911    | -              | Rapid Wien*           |
| -    | Defensa        | Willibald Schmaus   | 16 de juny 1911     | -              | First Vienna*         |
| -    | Davanter       | Otto Siffling       | 3 d'agost 1912      | -              | Waldhof Mannheim      |
| -    | Migcampista    | Stefan Skoumal      | 29 de novembre 1909 | -              | Rapid Wien*           |
| -    | Defensa        | Jakob Streitle      | 11 de desembre 1916 | -              | FC Bayern Munchen     |
| -    | Davanter       | Josef Stroh         | 5 de març 1913      | -              | Austria Wien*         |
| -    | Davanter       | Fritz Szepan        | 2 de setembre 1907  | -              | FC Schalke 04         |
| -    | Migcampista    | Franz Wagner        | 23 de setembre 1911 | -              | Rapid Wien*           |
| Ent. | Sepp Herberger | Sepp Herberger      | Sepp Herberger      | Sepp Herberger | Sepp Herberger        |

*Àustria era part de l'imperi alemany. Vegeu Anschluss.

## Polònia
| #    | Posició      | Nom                   | Naixement           | P. Sel.      | Club                  |
| ---- | ------------ | --------------------- | ------------------- | ------------ | --------------------- |
| -    | Davanter     | Stanisław Baran       | 26 d'abril 1920     | -            | Warszawianka Warszawa |
| -    | Porter       | Walter Brom           | 14 de febrer 1921   | -            | Ruch Chorzów          |
| -    | Davanter     | Ewald Cebula          | 22 de març 1917     | -            | Śląsk Świętochłowice  |
| -    | Migcampista  | Ewald Dytko           | 18 d'octubre 1914   | -            | Dąb Katowice          |
| -    | Defensa      | Antoni Gałecki        | 4 de juny 1906      | -            | ŁKS Łódź              |
| -    | Defensa      | Edmund Giemsa         | 16 d'octubre 1912   | -            | Ruch Chorzów          |
| -    | Migcampista  | Wilhelm Góra          | 18 de gener 1916    | -            | Cracovia Kraków       |
| -    | Davanter     | Bolesław Habowski     | 13 de setembre 1914 | -            | Wisła Kraków          |
| -    | Davanter     | Józef Korbas          | 11 de novembre 1914 | -            | Cracovia Kraków       |
| -    | Migcampista  | Kazimierz Lis         | 9 d'abril 1910      | -            | Warta Poznań          |
| -    | Davanter     | Antoni Łyko           | 27 de maig 1907     | -            | Wisła Kraków          |
| -    | Porter       | Edward Madejski       | 11 d'agost 1914     | -            | Wisła Kraków          |
| -    | Migcampista  | Erwin Nyc             | 24 de maig 1914     | -            | Polonia Warszawa      |
| -    | Davanter     | Leonard Piątek        | 3 d'octubre 1913    | -            | Ruch Chorzów          |
| -    | Davanter     | Ryszard Piec          | 17 d'agost 1913     | -            | Naprzód Lipiny        |
| -    | Migcampista  | Wilhelm Piec          | 7 de gener 1915     | -            | Naprzód Lipiny        |
| -    | Davanter     | Fryderyk Scherfke     | 7 de setembre 1909  | -            | Warta Poznań          |
| -    | Defensa      | Władysław Szczepaniak | 19 de maig 1910     | -            | Polonia Warszawa      |
| -    | Defensa      | Edmund Twórz          | 12 de febrer 1914   | -            | Warta Poznań          |
| -    | Migcampista  | Jan Wasiewicz         | 6 de gener 1911     | -            | Pogoń Lwów            |
| -    | Davanter     | Ernest Wilimowski     | 23 de juny 1916     | -            | Ruch Chorzów          |
| -    | Davanter     | Gerard Wodarz         | 10 d'agost 1913     | -            | Ruch Chorzów          |
| Ent. | Józef Kałuża | Józef Kałuża          | Józef Kałuża        | Józef Kałuża | Józef Kałuża          |

## Noruega
| #    | Posició           | Nom                | Naixement           | P. Sel.           | Club                |
| ---- | ----------------- | ------------------ | ------------------- | ----------------- | ------------------- |
| -    | Defensa           | Roald Amundsen     | 18 de setembre 1913 | -                 | Mjøndalen IF        |
| -    | Davanter          | Oddmund Andersen   | 21 de desembre 1915 | -                 | Mjøndalen IF        |
| -    | Migcampista       | Gunnar Andreassen  | 5 de gener 1913     | -                 | Fredrikstad FK      |
| -    | Davanter          | Hjalmar Andresen   | 18 de juliol 1914   | -                 | Sarpsborg FK        |
| -    | Davanter          | Arne Brustad       | 14 d'abril 1912     | -                 | FC Lyn Oslo         |
| -    | Davanter          | Knut Brynildsen    | 23 de juliol 1917   | -                 | Fredrikstad FK      |
| -    | Defensa           | Nils Eriksen       | 5 de març 1911      | -                 | Odd Grenland BK     |
| -    | Davanter          | Odd Frantzen       | 20 de gener 1913    | -                 | Hardy FK            |
| -    | Migcampista       | Sverre Hansen      | 23 de juny 1913     | -                 | Fram Larvik         |
| -    | Migcampista       | Kristian Henriksen | 3 de març 1911      | -                 | FC Lyn Oslo         |
| -    | Migcampista       | Rolf Holmberg      | 24 d'agost 1914     | -                 | Odd Grenland BK     |
| -    | Defensa           | Øivind Holmsen     | 28 d'abril 1912     | -                 | FC Lyn Oslo         |
| -    | Davanter          | Arne Ileby         | 2 de desembre 1913  | -                 | Fredrikstad FK      |
| -    | Davanter          | Magnar Isaksen     | 13 d'octubre 1910   | -                 | FC Lyn Oslo         |
| -    | Defensa           | Rolf Johannessen   | 15 de març 1910     | -                 | Fredrikstad FK      |
| -    | Porter            | Henry Johansen     | 21 de juliol 1904   | -                 | Vålerenga IF        |
| -    | Defensa           | Jørgen Juve        | 22 de novembre 1906 | -                 | FC Lyn Oslo         |
| -    | Porter            | Anker Kihle        | 19 d'abril 1917     | -                 | Storm BK            |
| -    | Davanter          | Reidar Kvammen     | 23 de juliol 1914   | -                 | Viking FK Stavanger |
| -    | Davanter          | Alf Martinsen      | 29 de desembre 1911 | -                 | Lillestrøm SK       |
| -    | Porter            | Sverre Nordby      | 13 de març 1910     | -                 | Mjøndalen IF        |
| -    | Migcampista       | Frithjof Ulleberg  | 10 de setembre 1911 | -                 | FC Lyn Oslo         |
| Ent. | Asbjørn Halvorsen | Asbjørn Halvorsen  | Asbjørn Halvorsen   | Asbjørn Halvorsen | Asbjørn Halvorsen   |

## Bèlgica
| #    | Posició     | Nom                   | Naixement           | P. Sel.     | Club                                    |
| ---- | ----------- | --------------------- | ------------------- | ----------- | --------------------------------------- |
| -    | Porter      | Arnold Badjou         | 26 de juny 1909     | -           | Daring Club de Bruxelles Societe Royale |
| -    | Porter      | Robert Braet          | 11 de febrer 1912   | -           | Cercle Brugge                           |
| -    | Davanter    | Raymond Braine        | 28 d'abril 1907     | -           | Royal Beerschot AC                      |
| -    | Davanter    | Fernand Buyle         | 3 de març 1918      | -           | Daring Club de Bruxelles Societe Royale |
| -    | Davanter    | Jean Capelle          | 26 d'octubre 1913   | -           | Royal Standard Club Liège               |
| -    | Davanter    | Arthur Ceuleers       | 28 de febrer 1916   | -           | Germinal Beerschot                      |
| -    | Migcampista | Pierre Dalem          | 16 de març 1912     | -           | Royal Standard Club Liège               |
| -    | Migcampista | Alfons De Winter      | 12 de setembre 1908 | -           | Royal Beerschot AC                      |
| -    | Davanter    | Jean Fievez           |                     | -           | White Star Brüssel                      |
| -    | Defensa     | Frans Gommers         | 5 d'abril 1917      | -           | KV Beerschot Antwerpen                  |
| -    | Migcampista | Paul Henry            | 6 de setembre 1912  | -           | Daring Club de Bruxelles Societe Royale |
| -    | Davanter    | Henri Isemborghs      | 30 de gener 1914    | -           | Royal Beerschot AC                      |
| -    | Davanter    | Joseph Nelis          | 1 d'abril 1917      | -           | Berchem Sport                           |
| -    | Defensa     | Robert Paverick       | 29 de novembre 1912 | -           | Royal Antwerp FC                        |
| -    | Defensa     | Jean Petit            | 25 de febrer 1914   | -           | Royal Standard Club Liege               |
| -    | Defensa     | Corneel Seys          | 12 de febrer 1912   | -           | Royal Beerschot AC                      |
| -    | Defensa     | Philibert Smellinckx  | 17 de gener 1911    | -           | Union Royale Saint-Gilloise             |
| -    | Migcampista | Émile Stijnen         | 2 de novembre 1907  | -           | Royal Olympic Club de Charleroi         |
| -    | Migcampista | John Van Alphen       | 17 de juny 1914     | -           | Royal Beerschot AC                      |
| -    | Davanter    | Charles Vanden Wouwer | 7 de setembre 1916  | -           | Royal Beerschot AC                      |
| -    | Porter      | André Vandeweyer      | 21 de juny 1909     | -           | Union Royale Saint-Gilloise             |
| -    | Davanter    | Bernard Voorhoof      | 10 de maig 1910     | -           | KSK Liersche                            |
| Ent. | Jack Butler | Jack Butler           | Jack Butler         | Jack Butler | Jack Butler                             |

## Països Baixos
| #    | Posició            | Nom                 | Naixement           | P. Sel.            | Club                   |
| ---- | ------------------ | ------------------- | ------------------- | ------------------ | ---------------------- |
| -    | Migcampista        | Wim Anderiesen      | 27 de novembre 1903 | -40                | Ajax Amsterdam         |
| -    | Defensa            | Dick Been           |                     | -0                 | Ajax Amsterdam         |
| -    | Defensa            | Bertus Caldenhove   | 19 de gener 1914    | -18                | DWS Amsterdam          |
| -    | Davanter           | Piet de Boer        | 10 d'octubre 1919   | -1                 | KFC                    |
| -    | Davanter           | Bertus de Harder    | 14 de gener 1920    | -1                 | VUC Den Haag           |
| -    | Davanter           | Arie de Winter      |                     | -0                 | HFC Haarlem            |
| -    | Davanter           | Daaf Drok           | 23 de maig 1914     | -7                 | R.S.C. Anderlecht      |
| -    | Migcampista        | Frans Hogenbirk     |                     | -0                 | Quick Groningen        |
| -    | Porter             | Niek Michel         | 30 de setembre 1912 | -0                 | VSV Velsen             |
| -    | Davanter           | Karel Ooms          |                     | -0                 | DFC Dordrecht          |
| -    | Migcampista        | Bas Paauwe          | 4 d'octubre 1911    | -21                | SC Feyenoord Rotterdam |
| -    | Migcampista        | Rene Pijpers        |                     | -0                 | RVV Rormond            |
| -    | Defensa            | Hendrikus Plenter   |                     | -0                 | Quick Groningen        |
| -    | Davanter           | Piet Punt           | 6 de febrer 1909    | -1                 | DFC Dordrecht          |
| -    | Davanter           | Kick Smit           | 3 de novembre 1911  | -21                | HFC Haarlem            |
| -    | Davanter           | Frans van der Veen  | 25 de març 1918     | -1                 | Heracles Almelo        |
| -    | Migcampista        | Puck van Heel       | 21 de gener 1904    | -62                | SC Feyenoord Rotterdam |
| -    | Porter             | Adri van Male       | 7 d'octubre 1910    | -9                 | SC Feyenoord Rotterdam |
| -    | Davanter           | Henk van Spaandonck | 25 de juny 1913     | -7                 | Neptunus Rotterdam     |
| -    | Davanter           | Leen Vente          | 14 de maig 1911     | -14                | Neptunus Rotterdam     |
| -    | Defensa            | Mauk Weber          | 1 de març 1914      | -25                | ADO Den Haag           |
| -    | Davanter           | Frank Wels          | 21 de febrer 1909   | -35                | Unitas Gorinchem       |
| Ent. | Robert Glendenning | Robert Glendenning  | Robert Glendenning  | Robert Glendenning | Robert Glendenning     |

## Antilles Orientals Holandeses
| #    | Posició              | Nom                        | Naixement            | P. Sel.              | Club                 |
| ---- | -------------------- | -------------------------- | -------------------- | -------------------- | -------------------- |
| -    | Migcampista          | Sutan Anwar                | 21 de març 1914      | -                    | Vios Batavia         |
| -    | Porter               | Van Beusekom L.N.          |                      | -                    | Hercules Batavia     |
| -    | Migcampista          | Gerrit Faulhaber           |                      | -                    | Go Ahead Semarang    |
| -    | Defensa              | Jan Harting                |                      | -                    | HBS Soerabaja        |
| -    | Defensa              | Frans G. Hu Kon            | 1917                 | -                    | Sparta Bandung       |
| -    | Migcampista          | Frans Alfred Meeng         | 18 de gener 1910     | -                    | SVBB Batavia         |
| -    | Migcampista          | Achmad Nawir               | 1911                 | -                    | HBS Soerabaja        |
| -    | Davanter             | Isaak "Tjaak" Pattiwael    | 23 de febrer 1914    | -                    | Jong Ambon Batavia   |
| -    | Defensa              | Jack Samuels               | 1912                 | -                    | Excelsior Soerabaja  |
| -    | Davanter             | Suvarte Soedarmadji        | 6 de desembre 1915   | -                    | HBS Soerabaja        |
| -    | Davanter             | M.J. Hans Taihuttu         | 1909                 | -                    | Jong Ambon Batavia   |
| -    | Davanter             | Tan Hong Djien             | 12 de gener 1916     | -                    | Tiong Hoa Soerabaja  |
| -    | Porter               | Tan "Bing" Mo Heng         | 28 de febrer 1913    | -                    | HCTNH Soerabaja      |
| -    | Davanter             | Tan See Han                |                      | -                    | Gie Hoo Soerabaja    |
| -    | Davanter             | Rudi Telwe                 |                      | -                    | HBS Soerabaja        |
| -    | Migcampista          | G. Van Den Burgh           |                      | -                    | SVV Semerang         |
| -    | Davanter             | Hendrikus V. "Henk" Zomers |                      | -                    | Hercules Batavia     |
| Ent. | Johannes Mastenbroek | Johannes Mastenbroek       | Johannes Mastenbroek | Johannes Mastenbroek | Johannes Mastenbroek |

- *: Les alineacions inclouen reserves, alternatius i jugadors preseleccionats que poden haver participat en la qualificació o a partits amistosos previs a la competició, però no necessàriament a la fase final mateixa.